# Mesosa plurinigrosignata
Mesosa plurinigrosignata là một loài bọ cánh cứng trong họ Cerambycidae.